# Dörfles (Mainleus)
Dörfles (oberfränkisch: Döflas) ist ein Gemeindeteil des Marktes Mainleus im Landkreis Kulmbach (Oberfranken, Bayern). Die Gemarkung Dörfles hat eine Fläche von 1,455 km². Sie ist in 109 Flurstücke aufgeteilt, die eine durchschnittliche Flurstücksfläche von 13347,18 m² haben.

## Geografie
Dörfles liegt ein wenig oberhalb des Talgrunds des Dörflesbaches, eines Fließgewässers, das im Nordosten von Oberfranken entspringt und zum Flusssystem des Mains gehört. Die Nachbarorte sind Motschenbach im Nordosten, Wüstenbuchau im Osten, Buchau im Südosten, Görau im Südwesten und Geutenreuth im Nordosten. Das Dorf ist von dem sechs Kilometer entfernten Mainleus aus zunächst über die Kreisstraße KU 6 und dann über die Kreisstraße KU 4 erreichbar.

## Geschichte
Der Ort wurde 1326/28 als „Pischofspucha“ erstmals urkundlich erwähnt. Zu dieser Zeit hatte Bischof Otto von Bamberg neun Lehen im Ort. Der Zusatz Pischofs- diente zur Unterscheidung vom benachbarten Pfarrdorf Buchau. 1520 wurde der Ort erstmals „Dorfles“ genannt.
Bis zur Gebietsreform in Bayern war Dörfles ein Gemeindeteil der Gemeinde Geutenreuth im Altlandkreis Lichtenfels. Die Gemeinde hatte 1961 insgesamt 468 Einwohner, davon 54 in Dörfles. Als die Gemeinde Geutenreuth zu Beginn der Gebietsreform am 31. Dezember 1971 aufgelöst wurde, wurde Dörfles zu einem Ortsteil des Marktes Mainleus, wohingegen der Gemeindehauptort Geutenreuth in die Stadt Weismain eingemeindet wurde.

## Baudenkmäler
Baudenkmäler sind zwei Wohnstallhäuser und ein gusseiserner Wegweiser nach Motschenbach.

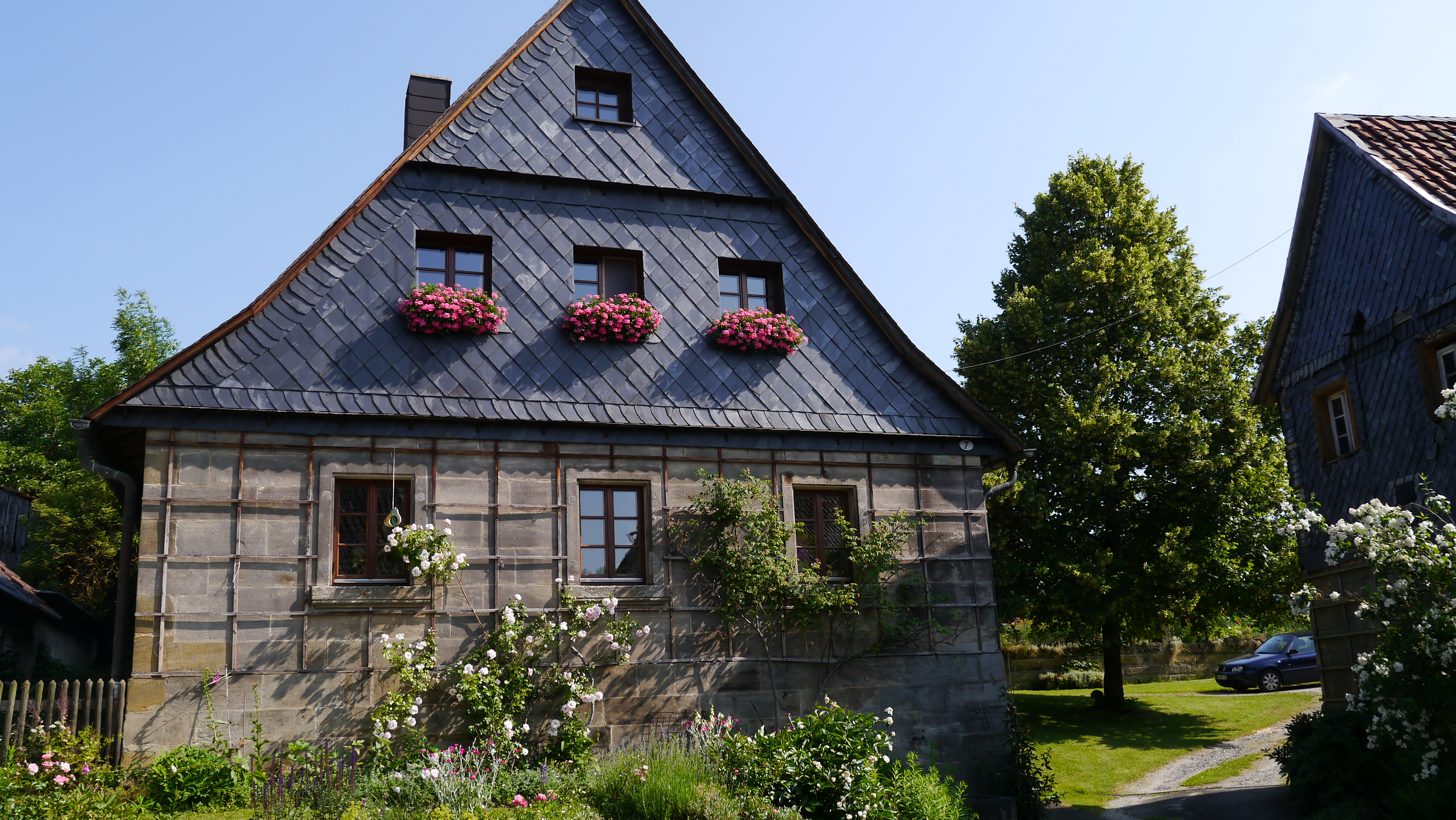
Wohnstallhaus mit der Hausnummer 7
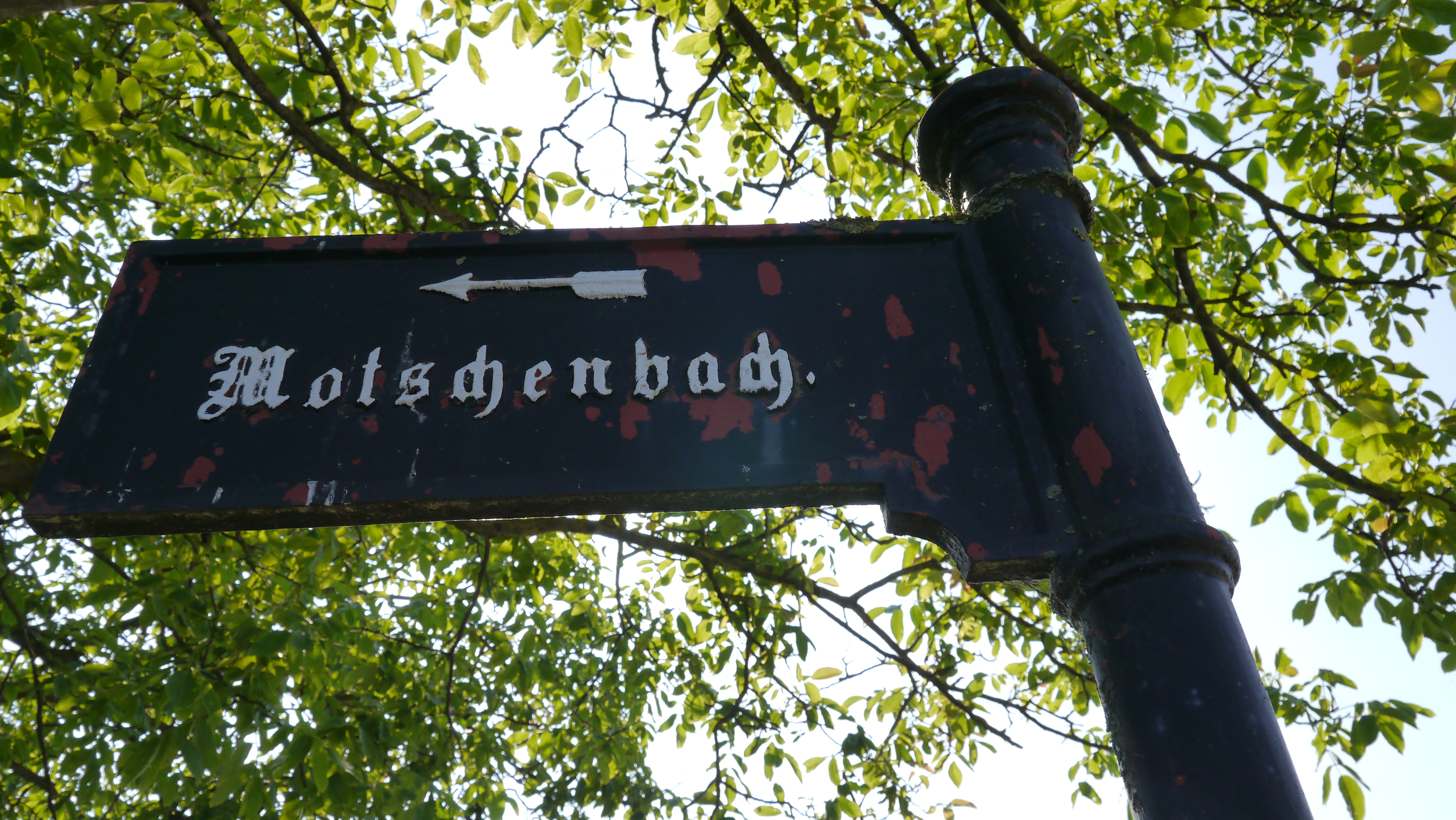
Gusseiserner Wegweiser